# Kerykion
Kerykion fue una editorial española afincada en Mallorca. Publicó por primera vez en castellano el juego de rol estadounidense Ars Magica cuando éste se encontraba en Estados Unidos en su 3ª edición. Sus principales responsables fueron Joan Carles Planells, Helena Inglada y Sergio Recio.

## Ars Magica
La tercera edición original de Ars Magica fue publicada en Estados Unidos por White Wolf en 1992. Kerykion la tradujo y publicó en noviembre de 1993. Un año más tarde, en noviembre de 1994, tradujo y publicó la tercera edición revisada. Nunca tradujo la cuarta edición del juego, pues cuando esta edición vio la luz en Estados Unidos, en 1996, Kerykion acababa de efectuar su balance de cierre. Fue la editorial madrileña La Factoría de Ideas quien lo hizo en 2000. En Estados Unidos la actual editorial propietaria del juego, Atlas Games, publicó en 2004 la quinta edición, traducida al castellano por la editorial alcarreña Holocubierta Ediciones en 2013.

## Libros publicados por Kerykion
- 1993 - Ars Magica[3] (manual básico)
- 1994 - Ars Magica, el juego narrativo de magia mítica[4] (manual básico revisado)
- 1994 - El jinete de la tormenta[5] (aventura)
- 1994 - Parma Fabula[6] (pantalla)
- 1994 - Mistridge[7] (ambientación)
- 1995 - La alianza rota de Calebais[8] (aventura)
- 1996 - Lugares míticos[9] (ambientación)